# Cantón de Sancergues
El cantón de Sancergues era una división administrativa francesa, que estaba situada en el departamento de Cher y la región de Centro-Valle de Loira.

## Composición
El cantón estaba formado por dieciocho comunas:
- Argenvières
- Beffes
- La Chapelle-Montlinard
- Charentonnay
- Chaumoux-Marcilly
- Couy
- Étréchy
- Garigny
- Groises
- Herry
- Jussy-le-Chaudrier
- Lugny-Champagne
- Marseilles-lès-Aubigny
- Précy
- Saint-Léger-le-Petit
- Saint-Martin-des-Champs
- Sancergues
- Sévry

## Supresión del cantón de Sancergues
En aplicación del Decreto n.º 2014-206 de 21 de febrero de 2014, el cantón de Sancergues fue suprimido el 22 de marzo de 2015 y sus 18 comunas pasaron a formar parte del nuevo cantón de Avord.